# Ваља Алба (Алба)
Ваља Алба (рум. Valea Albă) насеље је у Румунији у округу Алба у општини Бучум. Oпштина се налази на надморској висини од 794 m.

## Становништво
Према подацима из 2002. године у насељу је живело 106 становника, од којих су сви румунске националности.